# BMW・3シリーズ

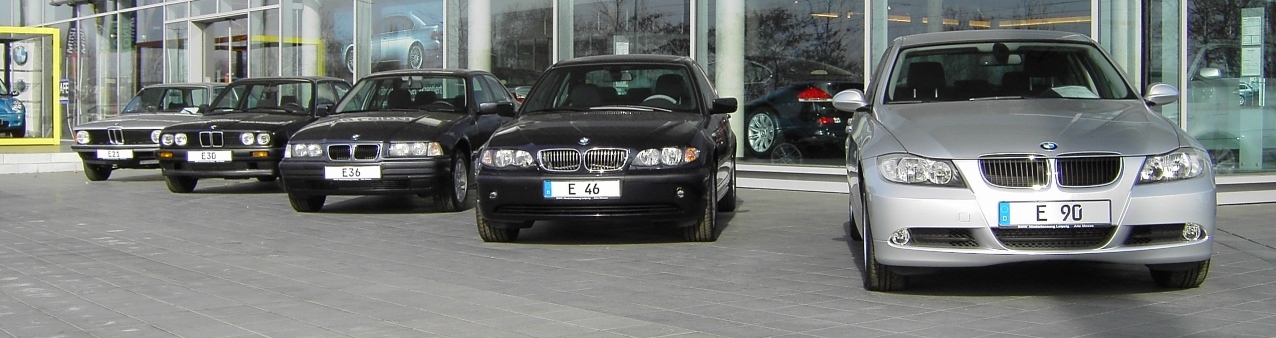
歴代3シリーズ

3シリーズ（英語名: 3 Series、ドイツ語名: 3er）は、ドイツの自動車メーカー・BMWが製造・販売している乗用車である。かつて販売されていた、BMW2002の系譜を受け継ぐモデルである。
BMWブランドの中核を担う主力モデルであり、世界中で人気を博している。北米市場ではスモールセダンのベストセラーモデルとして、年間10万台以上が販売される。日本市場においても、かつてはDセグメントにおける輸入車最量販モデルであった。

## 概要
欧州における分類でDセグメント（3シリーズ・コンパクトはCセグメント）に属する、後輪駆動（FR）（一部モデルに四輪駆動（4WD））の乗用車である。3シリーズは1975年の初代（E21）登場時から現在に至るまで、BMWの最多量販車種であり続けている。
前身は、1500シリーズ（1961年発表）からはじまるいわゆる「ノイエクラッセ」の発展版、02シリーズ（1966年発表）である。
躍動感あふれるデザイン、俊敏なハンドリング、模範的な効率性、革新的な装備品の数々によってBMWブランド特有のキャラクターを極めて濃厚に体現していることが特徴である。
2018年現在、世界販売累計1,500万台以上もの販売実績を誇り、世界で最も多く販売されたプレミアム・カーとされる。

## 初代 E21（1975年 - 1983年）
02シリーズのボクシーなボディを発展させ曲面を生かした優美なデザインを持ち、ノイエクラッセから続く伝統のM10系エンジンを搭載する。軽量ボディから繰り出される軽快で吹け上がりの良いエンジンレスポンスと俊敏なハンドリング特性をもった2ドアセダン。サスペンション形式は変わらず、前輪がマクファーソン・ストラット式、後輪がセミトレーリングアーム式サスペンション式である。外観上の特徴でもあったボディサイドのキャラクターラインから開く逆アリゲーター式ボンネットも2002より引き継いでいる。
1975年登場時は、全グレードに直列4気筒エンジンを搭載し、キャブレター仕様の316、318、320とインジェクション仕様の320iが用意された。エクステリアはベーシックモデルの316と318は2灯式ヘッドライトを装備するのに対し、上級モデルの320と320iは4灯式ヘッドライトを装備する。
1977年には直列6気筒エンジンを搭載した320/6、323iが追加された。
1979年にはマイナーチェンジを実施。フロントのロアーパネルおよびエアスポイラー形状、サイドミラーのデザインが変更された。先代02シリーズの最廉価モデル1502（3シリーズ登場後も、最廉価モデルとして引き続き生産・販売されていた）の後釜として、315が追加された（316搭載の1,573cc直列4気筒エンジンをデチューンした最廉価モデル）。
初代3シリーズはオイルショックの影響もあって、2002ターボのような高性能スポーツセダンは販売されなかった（一方でツーリングカーレース上ではターボモデル 320i Turboが活躍した）。バウアによるカブリオレモデル（タルガトップ）は引き続き設定され「トップ カブリオレ (Top Cabriolet：TC)」として販売されていた。

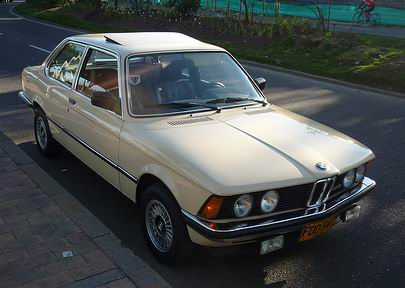
セダン 後期型 4灯式ヘッドライト（1979年 - 1983年）

| 搭載エンジン一覧 | 搭載エンジン一覧 | 搭載エンジン一覧 | 搭載エンジン一覧 | 搭載エンジン一覧 | 搭載エンジン一覧                                             |
| グレード         | 製造年           | エンジン         | 排気量           | 最高出力         | 備考                                                         |
| ---------------- | ---------------- | ---------------- | ---------------- | ---------------- | ------------------------------------------------------------ |
| 315              | 1979年 - 1983年  | 直列4気筒SOHC    | 1,573cc          | 75馬力（DIN）    |                                                              |
| 316              | 1979年 - 1983年  | 直列4気筒SOHC    | 1,573cc          | 90馬力（DIN）    |                                                              |
| 318 318A         | 1979年 - 1983年  | 直列4気筒SOHC    | 1,766cc          | 98馬力（DIN）    |                                                              |
| 320 320A         | -1977年          | 直列4気筒SOHC    | 1,990cc          | 109馬力（DIN）   |                                                              |
| 320i             | -1977年          | 直列4気筒SOHC    | 1,990cc          | 125馬力（DIN）   | 320のBOSCH・Kジェトロニック仕様。                            |
| 320/6 320/6A     | 1977年 - 1983年  | 直列6気筒SOHC    | 1,990cc          | 122馬力（DIN）   | 320/6AはAT搭載車。6気筒、M60（旧型）系エンジン搭載。         |
| 323i             | 1977年 - 1983年  | 直列6気筒SOHC    | 2,315cc          | 143馬力（DIN）   | 6気筒、M60（旧型）系エンジン搭載。BOSCH・Kジェトロニック仕様 |

### 日本での販売
日本へは初めバルコムオートトレイディングによって正規輸入され、1981年（昭和56年）からはBMWの日本法人として新たに設立されたBMWジャパンに移管された。しかしながら、販売網の未整備や、限定的な導入車種などから並行輸入も多く行われ、315から323iまでが並行輸入車として日本で販売された。
当初の正規輸入モデルは、トップモデルの320iおよび320iAで、これらはアメリカ仕様の320iを基に、外装をヨーロッパ仕様に戻したものであった。ごく初期に輸入されたモデルではフェンダーミラーに置き換えられていたものの、やがてドアミラーのまま販売されるようになった。
1980年（昭和55年）にはマイナーチェンジを受け、318iと318iAが輸入されるようになった。翌年からはBMWジャパンによる輸入業務に移管されたものの、1983年（昭和58年）のモデルチェンジまで価格以外の大きな変更は行われなかった。
| 日本への正規輸入車グレード一覧 | 日本への正規輸入車グレード一覧 | 日本への正規輸入車グレード一覧 | 日本への正規輸入車グレード一覧 | 日本への正規輸入車グレード一覧 | 日本への正規輸入車グレード一覧 |
| グレード                       | 製造年                         | エンジン                       | 排気量                         | 最高出力                       | 備考                           |
| ------------------------------ | ------------------------------ | ------------------------------ | ------------------------------ | ------------------------------ | ------------------------------ |
| 320i 320iA                     | -1980年                        | 直列4気筒SOHCエンジン          | 1,990cc                        | 105馬力（DIN）                 | 変速機は4速MTおよび3速AT       |
| 318i 318iA                     | 1980年 -                       | 直列4気筒SOHCエンジン          | 1,766cc                        | 100馬力（DIN）                 | 変速機は4速MTおよび3速AT       |

## 2代目 E30（1982年 - 1994年）
初代モデルより車体寸法が拡大され、より滑らかで全体的に丸みを帯びたデザインとなった。デザイナーは2代目BMW・7シリーズ（E32）や2代目・3代目5シリーズ（E28、E34）等を手掛けたクラウス・ルーテ。E21ではグレードによりヘッドライトが2灯式、4灯式（上級モデル）となっていたが、E30からは全グレードに4灯式ヘッドライトが搭載された。サスペンションは、前輪がストラット、後輪がセミトレーリングアーム式であった。
E30は2ドアセダン、4ドアセダン、カブリオレ、ステーションワゴン、スポーツセダンと多岐に渡るラインナップが設定され、作りの良い軽量化された車体から繰り出される吹け上がりの良いエンジンレスポンスとスポーティなハンドリング特性で世界的な人気を博した。
モデル展開は1982年に2ドアセダンがデビューし、コーチビルダーバウア社によるトップカブリオレ（タルガトップ）モデルが追加された。グレードは直列4気筒エンジンを搭載する「315」、「316」、「318i」、直列6気筒エンジンを搭載する「320i」、「323i」。ベストセラーとなる4ドアセダンのデビューは1983年で、ほぼ同時期に登場したメルセデス・ベンツの小型セダン190Eと人気を分け合った。
1985年には小変更が行われ、フロントロアーパネルのデザインが変更された。また、323iが廃止されて325iに代わったほか、ETAエンジン搭載の325eとBMW初のフルタイム4WDである325iXが追加された。また、カブリオレは従前のバウア社製のものに加えて、バウア社と共同開発による自社製フルカブリオレモデルが追加された。1985年には他にも、グループAレースへのホモロゲーション取得のために開発された高性能スポーツセダン、M3が登場した。
1987年にはマイナーチェンジが行われ、エリプソイド（楕円体）ヘッドライトと呼ばれる車幅灯内蔵型の前照灯が搭載されたほか、テールライトの意匠が変わり、バンパーについては鉄製バンパー（をゴムブッシュで覆ったもの）から樹脂製バンパー（にゴムブッシュを貼り付けたもの）に変わった。カブリオレについては従来型のデザインが継続され、3年遅れで後期型へマイナーチェンジした。318iはエンジンが新設計のものに置き換えられ性能が向上した。
1989年にはステーションワゴンであるツーリングモデルが追加されたが、この名称は2002のハッチバックモデルに由来したものであった。また、同時に4気筒DOHCエンジンを搭載したスポーツセダン、318isが追加された。
1990年、カブリオレとツーリングを除いてE36へフルモデルチェンジしたが、カブリオレとツーリングについてはE30のまま併売された。両車ともE36のカブリオレ・ツーリングモデルが登場する1993年、1994年まで販売された。
| 搭載エンジン一覧 | 搭載エンジン一覧 | 搭載エンジン一覧    | 搭載エンジン一覧 | 搭載エンジン一覧 | 搭載エンジン一覧                                |
| グレード         | 製造年           | エンジン            | 排気量           | 最高出力         | 備考                                            |
| 4気筒系          | 4気筒系          | 4気筒系             | 4気筒系          | 4気筒系          | 4気筒系                                         |
| ---------------- | ---------------- | ------------------- | ---------------- | ---------------- | ----------------------------------------------- |
| 315              | - 1987年         | 直列4気筒SOHC       | 1,573cc          | 75馬力（DIN）    | 2ドアセダンのみ                                 |
| 316              | - 1987年         | 直列4気筒SOHC       | 1,766cc          | 90馬力（DIN）    |                                                 |
| 316i             | 1987年 -         | 直列4気筒SOHC       | 1,595cc          | 102馬力（DIN）   |                                                 |
| 318i 318iA       | - 1987年         | 直列4気筒SOHC       | 1,766cc          | 105馬力（DIN）   | BOSCH・Lジェトロニック仕様。                    |
| 318i 318iA       | 1987年 -         | 直列4気筒SOHC       | 1,795cc          | 113馬力（DIN）   | BOSCH・Lジェトロニック+DME仕様。                |
| 318is            | 1989年 - 1990年  | 直列4気筒DOHC       | 1,795cc          | 136馬力（DIN）   | 2ドアセダンのみ                                 |
| 320is            | 1988年           | 直列4気筒DOHC       | 1,990cc          | 192馬力（DIN）   | イタリアのみ導入                                |
| 6気筒系          |                  |                     |                  |                  |                                                 |
| 320i 320iA       |                  | 直列6気筒SOHC       | 1,990cc          | 129馬力（DIN）   | BOSCH・Lジェトロニック+DME仕様。                |
| 323i 323iA       | - 1987年         | 直列6気筒SOHC       | 2,315cc          | 139馬力（DIN）   | BOSCH・Lジェトロニック+DME仕様。                |
| 325i             |                  | 直列6気筒SOHC       | 2,493cc          | 170馬力（DIN）   | BOSCH・Lジェトロニック+DME仕様。                |
| 325e             | - 1987年         | 直列6気筒SOHC       | 2,693cc          | 125馬力（DIN）   | e：低回転省燃費型イータエンジン搭載車           |
| 325iX            |                  | 直列6気筒SOHC       | 2,493cc          | 170馬力（DIN）   | BMW初の市販四輪駆動車                           |
| 333i             |                  | 直列6気筒SOHC       | 3,210cc          | 197馬力（DIN）   | 南アフリカのみ導入                              |
| 324d             | 1986年 -         | 直列6気筒SOHC       | 2,443cc          | 86馬力（DIN）    | ディーゼルエンジンモデル。4ドアセダンのみ       |
| 324td            | 1988年 -         | 直列6気筒SOHCターボ | 2,443cc          | 115馬力（DIN）   | ターボディーゼルエンジンモデル。4ドアセダンのみ |

### 日本での販売

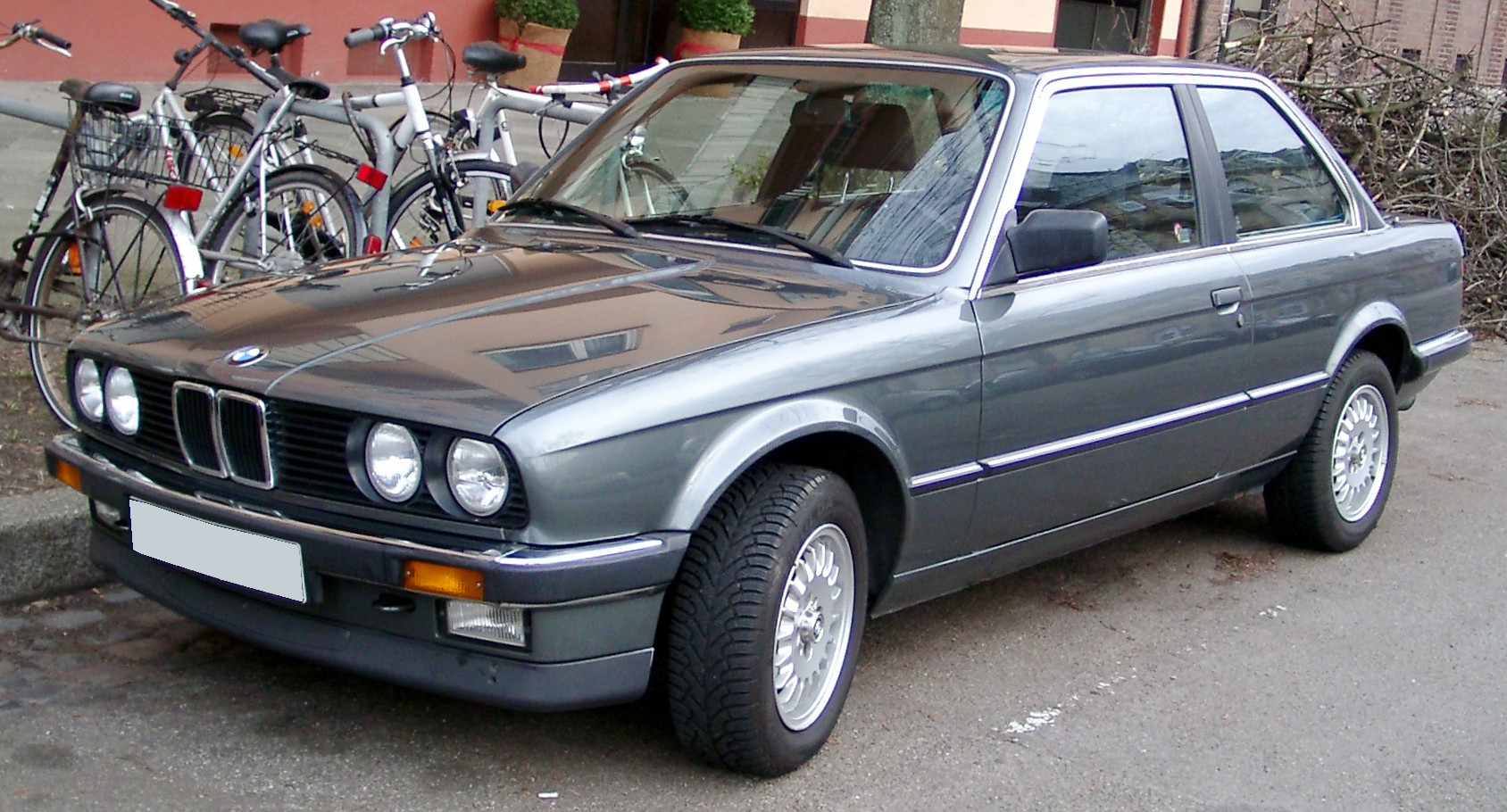
セダン 前期型 2ドアモデル（1982年 - 1987年）

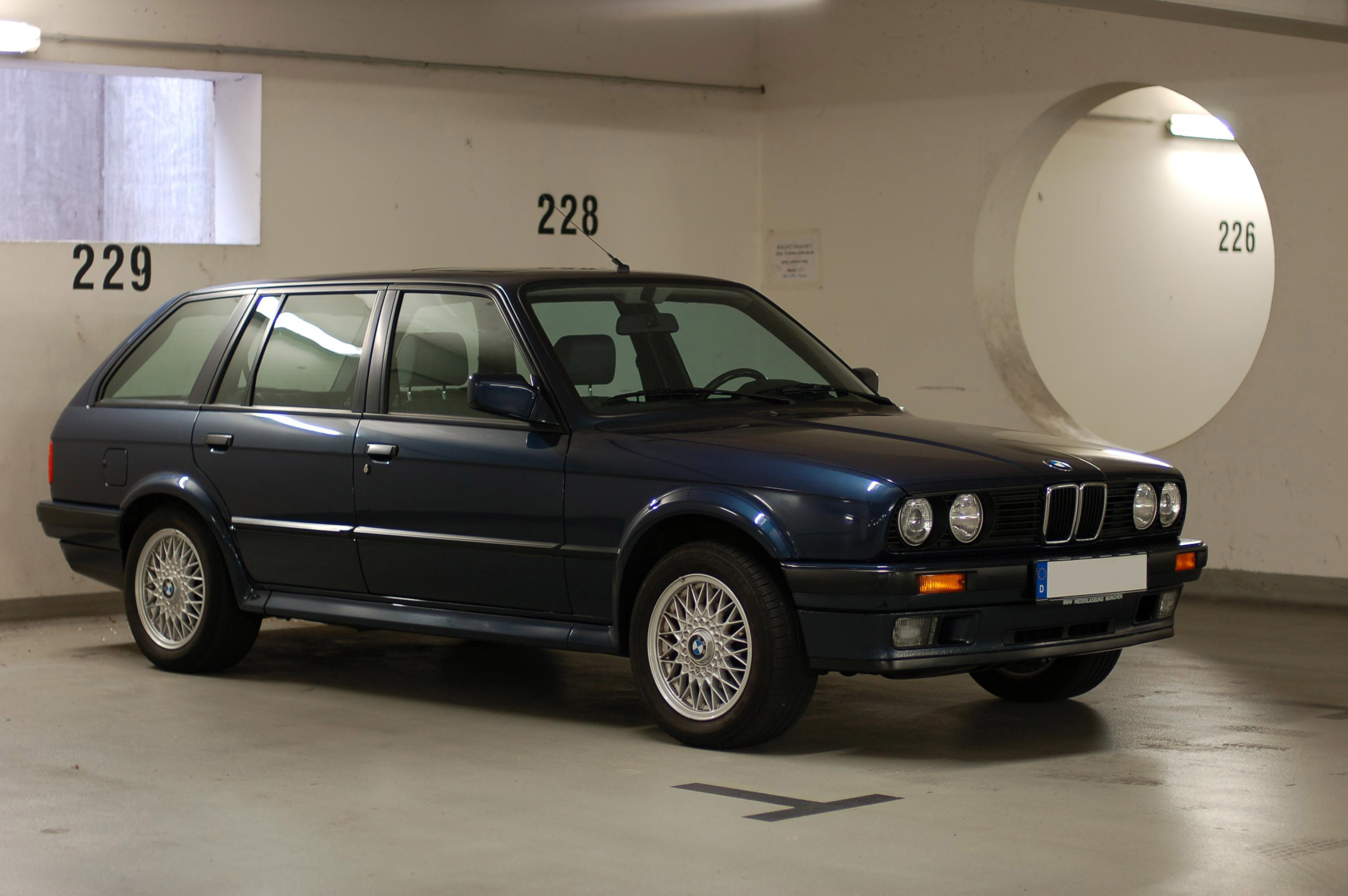
ツーリング（1989年 - 1994年）

バブル景気や販売網の整備、売れ筋のグレードは日本の小型自動車（5ナンバー）枠に収まるなど好条件が重なり、BMWジャパンの設立以来最大の人気車種となった。販売台数の多さから、メルセデス・ベンツ 190Eの「小ベンツ」「赤坂サニー」と並んで「六本木カローラ」などと皮肉をもって呼ばれることもあった（なお、メルセデス・ベンツ 190Eも車体寸法は日本の小型自動車枠に適合していた）。
正規輸入車の他、並行輸入も盛んに行われ、左ハンドルの欧州仕様のほか、南アフリカ共和国で生産された右ハンドル車も並行輸入業者によって日本で販売された。また、プラザ合意以降の大幅な円高や、日本と同等の排気ガス規制の存在による日本の車検適応の容易さから北米からの並行輸入も多く行われていた。
北米仕様車は衝撃吸収機構を持った大型バンパー（いわゆる5マイルバンパー）が装備されていることが外観の特徴であった。マイナーチェンジを行った1988年以降もこの5マイルバンパーが装備されており、欧州仕様と同じ小型の樹脂製に変わるのは1989年以降であった。また、日本仕様車では1996年（平成8年）まで装備されなかったハイマウントストップランプもこの時代から装備されていた。
正規輸入は1983年（昭和58年）よりBMWジャパンによって開始され、初めは2ドアで左ハンドルの318i、318iAと、バウア社製TCモデルの318iAカブリオーレが発売された。2ドアセダンモデルでは、専用サスペンションなどで足回りを固めた「スポーツ・パッケージ」と、スライディングルーフなどの高級装備を加えた「エクスクルーシブ・パッケージ」が選べた。
翌年には4ドアの325iAが追加されたが、これには高出力のライト・シックスではなく、528eと同じ高トルク型のETAエンジンが搭載されていた。1985年（昭和60年）には318iAの4ドアが追加されたほか、318系には右ハンドルが設定された。1986年（昭和61年）には325iAに2ドアモデルが追加された。
1987年（昭和62年）に大幅なラインナップの変更があり、ライト・シックスの正規輸入が開始された。これは、欧州でもようやく北米/日本並みの排気ガス規制が導入されたことに伴い、全エンジンに触媒付のものが開発されたことによった。ETAエンジンの325iAが廃止され、ライト・シックスの320i（2ドア）と320iA、325iA（2/4ドア）が発売された。また、325iCA（自社製カブリオーレ）と325iXA、M3も追加された。さらに、320i/iAと325iAの2ドアにはM社製サスペンションやスポーツシート、エアロパーツなどを装備した「スポーツ・バージョン」が設定された。
1988年（昭和63年）にはセダンがマイナーチェンジされ、318iについてはエンジンが換装された。翌年にはスポーツバージョンに代って、前述のパーツの他、専用のツートーンカラーが用意された「Mテクニック・バージョン」が2ドアの6気筒モデルに設定された。また、320iカブリオレが追加され、後に325iカブリオレは廃止された。
1991年（平成3年）にE36が発売されると、320iカブリオレがマイナーチェンジ、325iツーリングが導入され「クラシック・3シリーズ」として販売が継続された。

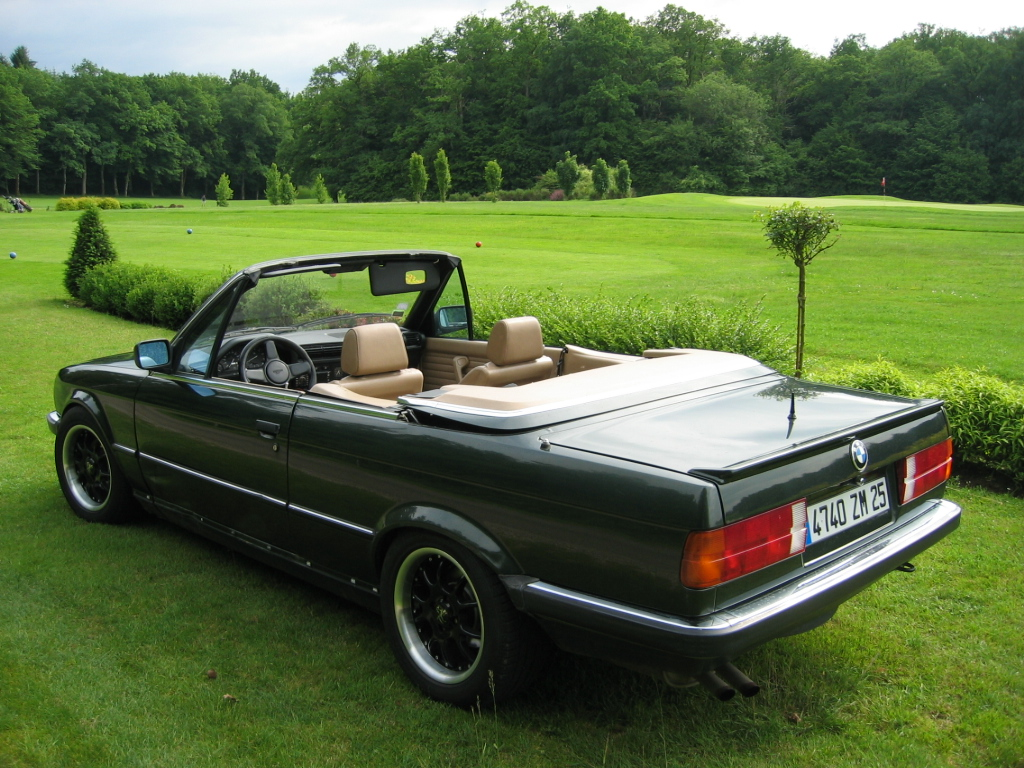
カブリオレ 前期型（1985年 - 1990年）

| 日本への正規輸入車一覧 | 日本への正規輸入車一覧                          | 日本への正規輸入車一覧 | 日本への正規輸入車一覧 | 日本への正規輸入車一覧 | 日本への正規輸入車一覧                    | 日本への正規輸入車一覧                                                                       |
| グレード               | 製造年                                          | エンジン               | 排気量                 | 最高出力               | 変速機                                    | 備考                                                                                         |
| ---------------------- | ----------------------------------------------- | ---------------------- | ---------------------- | ---------------------- | ----------------------------------------- | -------------------------------------------------------------------------------------------- |
| 318i                   | 1983年 - 1986年（2ドア）                        | 直列4気筒SOHC          | 1,766cc                | 100馬力                | 5速MT                                     | 左ハンドルのみ                                                                               |
| 318iA                  | 1983年 - 1987年（2ドア） 1985 - 1987年（4ドア） | 直列4気筒SOHC          | 1,766cc                | 100馬力                | 3速ATまたは4速AT（1985年から）            | 1985年より右ハンドルが加わる。1987年は右ハンドルのみ。                                       |
| 318iAカブリオレ        | 1983年 - 1986年                                 | 直列4気筒SOHC          | 1,766cc                | 100馬力                | 3速ATまたは4速AT（1985年から）            |                                                                                              |
| 320i                   | 1987年 - 1991年（2ドア）                        | 直列6気筒SOHC          | 1,990cc                | 129馬力                | 5速MT                                     | 左ハンドルのみ                                                                               |
| 320iA                  | 1987年 - 1991年（2ドア、4ドア）                 | 直列6気筒SOHC          | 1,990cc                | 129馬力                | 4速AT（1988年までプログラムセレクター付） | 左右ハンドル選択可                                                                           |
| 320iAカブリオレ        | 1989年 - 1993年                                 | 直列6気筒SOHC          | 1,990cc                | 129馬力                | 4速AT                                     | 左ハンドルのみ                                                                               |
| 325iA                  | 1984年 - 1986年（4ドア） 1986年（2ドア）        | 直列6気筒SOHC          | 2,693cc                | 120馬力                | 4速AT                                     | 25系は一貫して左ハンドルのみ                                                                 |
| 325iA                  | 1987年 - 1991年（2ドア、4ドア）                 | 直列6気筒SOHC          | 2,493cc                | 170馬力                | 4速AT（プログラムセレクター付）           |                                                                                              |
| 325iXA                 | 1987年 - 1991年（4ドア）                        | 直列6気筒SOHC          | 2,493cc                | 170馬力                | 4速AT（プログラムセレクター付）           | タイヤサイズの違いからオーバーフェンダーとそれに一体してデザインされたサイドスカートを持つ。 |
| 325iAカブリオレ        | 1987年 - 1989年                                 | 直列6気筒SOHC          | 2,493cc                | 170馬力                | 4速AT（プログラムセレクター付）           |                                                                                              |
| 325iAツーリング        | 1991年 - 1993年                                 | 直列6気筒SOHC          | 2,493cc                | 170馬力                | 4速AT（プログラムセレクター付）           |                                                                                              |

## 3代目 E36（1990年 - 2000年）
詳細は「BMW・E36」を参照
居住性と対衝突安全性改善のため、ボディサイズが拡大した。伝統的な丸型4灯ヘッドライトは異形4灯となり、4ドアモデルでのプレスドア採用等、空力特性が改善した。エンジンは6気筒系の全モデルでDOHC化が行われた。サスペンションは、フロントは伝統の ストラット式サスペンションでリアは従来の後輪用セミトレーリングアーム式から変更され、Z1から受け継いだセントラルアーム（=マルチリンク式サスペンション）式サスペンションとなった。8年に渡って生産され、途中エンジンの世代交代などさまざまなモデルチェンジが行われたため、バリエーションの多いモデルである。E36は先代E30に引き続き世界的なベストセラーモデルとなった。日本でも消費税導入に伴う物品税の廃止（物品税18.5%→消費税3%）、1990年代に入ってからもしばらく続いたバブル景気の余波、史上空前の円高を背景に販売台数を伸ばした。
1990年9月
まず316i、318i、320i、325iの4ドアセダンが登場。
1992年3月
2ドアクーペを追加。従来の「2ドアセダン」から明確にクーペとして区別された。
1993年4月
2ドアカブリオレを追加。
1994年3月
ボディの大型化と車両価格上昇により、廉価モデルの必要性が高まり、3ドアハッチバックの小型モデル、3シリーズ・コンパクトが生まれた。
E36/5はコンパクトのモデルコードである。その他同年には325iのエンジンがM50B25からM52B28へと変更されモデル名も328iとなる。この328iにはオートエアコンやヒーテッドドアミラーが標準装備された。
1995年1月
ツーリングモデル（ステーションワゴン）を追加。同年11月にバンパーグリルのデザイン変更
1996年11月
マイナーチェンジ。97年モデルより車体カラーに合わせたカラードバンパーを採用、サイドステップ、リアスカートのカラーも変更。バンパーグリル、キドニーグリルのデザインを小変更。ハイマウントブレーキランプとASC+Tを全車標準装備。
なお、このE36型（セダンのみ）までが日本での「5ナンバー」サイズに適合するボディサイズであった。（エンジンが2,000ccを超えるモデルや専用ボディを持つクーペとカブリオレは3ナンバー登録）。アルピナの手が入っていないツーリングとディーゼルエンジン搭載モデルは一切正規輸入がなかった。また日本に正規輸入されたマニュアルトランスミッション搭載モデルは、318is Coupe（左ハンドル）と自動車教習所向けの318i（右ハンドル）のみ。
| クーペ323iMスポーツ |  | クーペ323iMスポーツ |
| クーペ323iMスポーツ |  |                     |

| 4気筒系                                          | 4気筒系                                                         | 4気筒系       | 4気筒系 | 4気筒系        | 4気筒系                        |
| グレード                                         | 製造年                                                          | エンジン      | 排気量  | 最高出力       | 備考                           |
| ------------------------------------------------ | --------------------------------------------------------------- | ------------- | ------- | -------------- | ------------------------------ |
| 316i 316i クーペ                                 | 1990年 - 1998年 1992年 - 1999年                                 | 直列4気筒SOHC | 1,596cc | 102馬力（DIN） |                                |
| 318i 318i ツーリング                             | 1990年 - 1998年 1995年 - 1999年                                 | 直列4気筒SOHC | 1,796cc | 113馬力（DIN） |                                |
| 318is クーペ 318i カブリオレ                     | 1992年 - 1995年 1993年 - 1995年                                 | 直列4気筒DOHC | 1,796cc | 140馬力（DIN） |                                |
| 318is クーペ 318i カブリオレ                     | 1996年 - 1999年 1996年 - 1999年                                 | 直列4気筒DOHC | 1,895cc | 140馬力（DIN） | 排気量アップによりトルクが向上 |
| 6気筒系                                          |                                                                 |               |         |                |                                |
| 320i 320i クーペ 320i ツーリング 320i カブリオレ | 1990年 - 1998年 1992年 - 1999年 1995年 - 1999年 1993年 - 1999年 | 直列6気筒DOHC | 1,991cc | 150馬力（DIN） |                                |
| 325i 325i クーペ 325i ツーリング 325i カブリオレ | 1990年 - 1994年 1992年 - 1995年 1995年 - 1995年 1993年 - 1995年 | 直列6気筒DOHC | 2,493cc | 192馬力（DIN） |                                |
| 323i 323i クーペ 323i ツーリング                 | 1994年 - 1998年 1996年 - 1999年 1996年 - 1999年                 | 直列6気筒DOHC | 2,494cc | 170馬力（DIN） |                                |
| 328i 328i クーペ 328i ツーリング 328i カブリオレ | 1994年 - 1998年 1996年 - 1999年                                 | 直列6気筒DOHC | 2,793cc | 193馬力（DIN） |                                |
| ディーゼル搭載車                                 |                                                                 |               |         |                |                                |
| 318tds 318tds ツーリング                         | 1994年 - 1998年 1995年 - 1999年                                 | 直列4気筒SOHC | 1,665cc | 90馬力（DIN）  | ターボディーゼルエンジンモデル |
| 325td                                            | 1991年 - 1998年                                                 | 直列6気筒SOHC | 2,498cc | 115馬力（DIN） | ターボディーゼルエンジンモデル |
| 325tds 325tds ツーリング                         | 1993年 - 1998年 1995年 - 1999年                                 | 直列6気筒SOHC | 2,498cc | 143馬力（DIN） | ターボディーゼルエンジンモデル |

### E36コンパクト

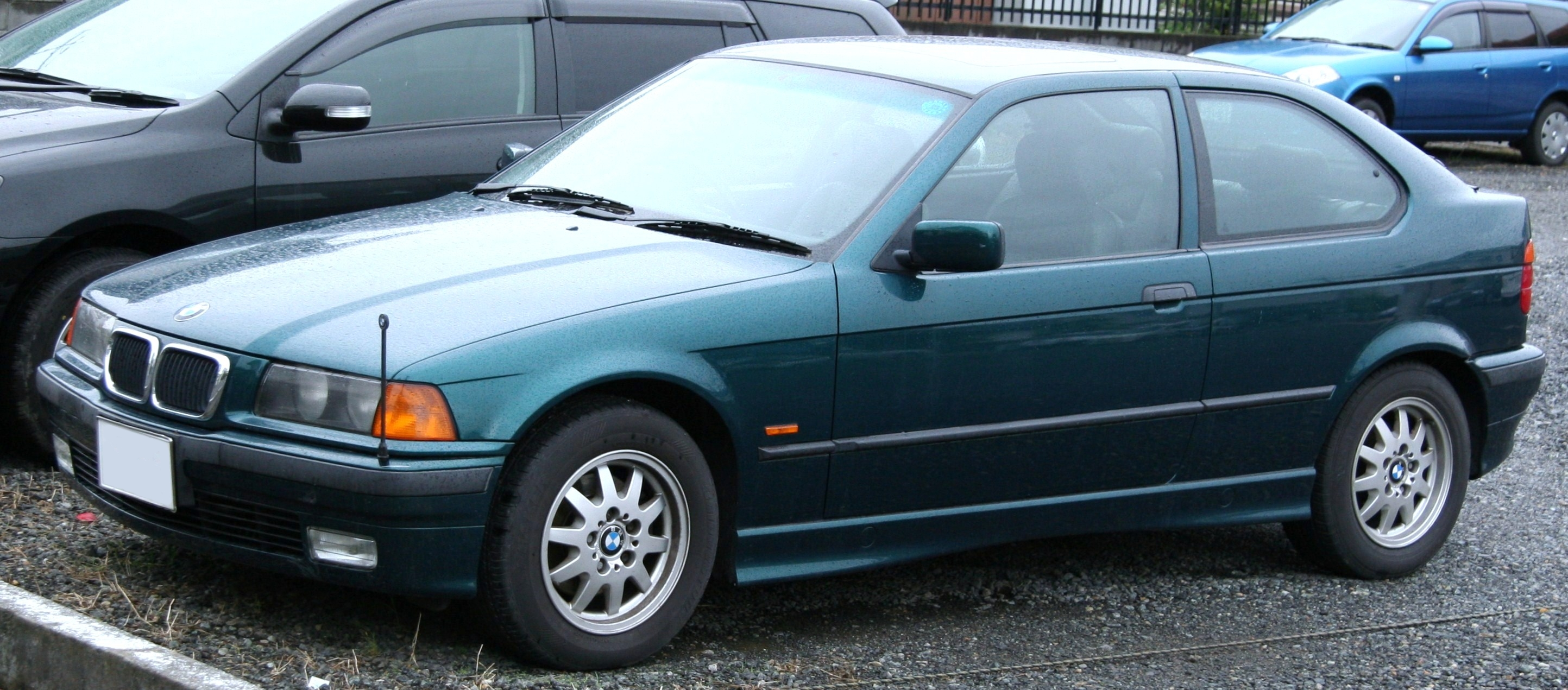
コンパクト 後期型（1996年 - 2000年）

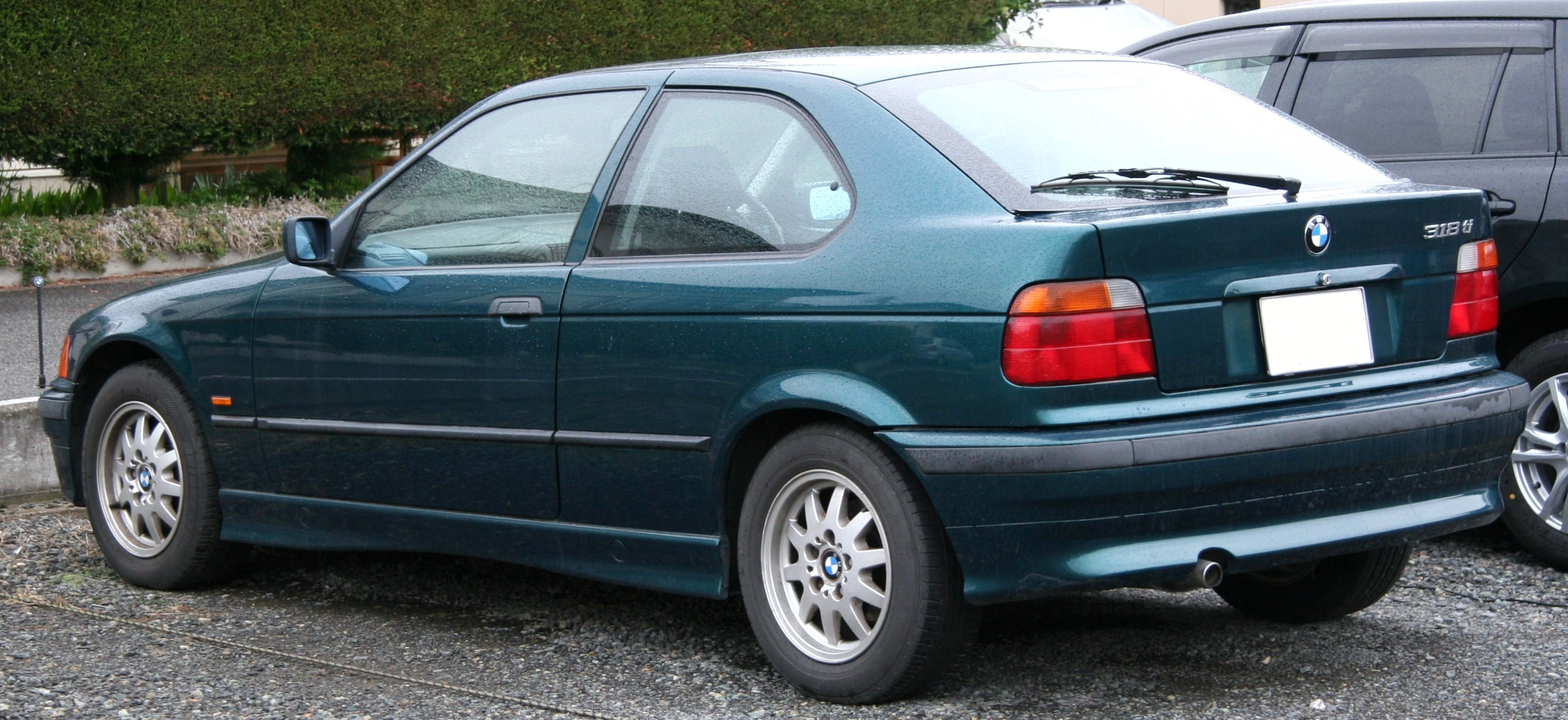
コンパクト 後期型（1996年 - 2000年）

3シリーズのボディ大型化と車両価格上昇に伴って、よりコンパクトでリーズナブルな価格の車種が必要となり生まれたモデル。VWゴルフと同じクラスとなるCセグメントを意識した3ドアハッチバック。モデルコードはE36/5。搭載エンジンは4種。日本市場では装備を追加した“プラス”モデルが存在する。
ボディデザインはE36型のリア部分をカットした意匠が施されており、外観に関して（リアのトランク部分はカットされているためCピラーまで）E36型そっくりであるが、実際にはコストの関係で先代E30型のシャシーにE36型と同じデザインの外装をかぶせた車両であり、リアサスペンションもE30型に用いられたセミトレーリングアーム式を流用している。
3シリーズ・コンパクトの分類はCセグメントに位置する（3シリーズ・セダンは1ランク上のDセグメントに位置する）。このクラスで後輪駆動（FR）車は数少ない。車型は3ドアハッチバックのみ。完全な2ボックス型ではなく、小さなトランクリッドのあるセミノッチバック（ノッチドハッチバック）である。
1994年3月
316ti、318ti、318tdsが登場。なお"ti"は、日産・スカイラインの一部モデルに存在した"Tiシリーズ"と同じく「Touring international」の略であるとされる。
1995年11月
96年モデルよりバンパーグリルのデザイン変更。
1996年11月
マイナーチェンジ。1997年モデルより車体カラーに合わせたカラードバンパーを採用、サイドステップ、リアスカートのカラーも変更。バンパーグリルのデザイン、キドニーグリルのデザインを小変更。323tiを追加。
| グレード          | 製造年          | エンジン      | 排気量  | 最高出力       | 備考                               |
| ----------------- | --------------- | ------------- | ------- | -------------- | ---------------------------------- |
| 316ti コンパクト  | 1994年 - 1999年 | 直列4気筒SOHC | 1,596cc | 102馬力（DIN） | 316i（E36）に搭載されたM43B16搭載  |
| 316ti コンパクト  | 1999年 - 2000年 | 直列4気筒SOHC | 1,895cc | 105馬力（DIN） | 316i（E46）に搭載されたM43B19搭載  |
| 318ti コンパクト  | 1994年 - 1996年 | 直列4気筒DOHC | 1,796cc | 140馬力（DIN） | 318is（E36）に搭載されたM42B18搭載 |
| 318ti コンパクト  | 1996年 - 2000年 | 直列4気筒DOHC | 1,895cc | 140馬力（DIN） | 318is（E36）に搭載されたM44B19搭載 |
| 323ti コンパクト  | 1996年 - 2000年 | 直列6気筒DOHC | 2,494cc | 170馬力（DIN） | 323i（E36）に搭載されたM52B25搭載  |
| 318tds コンパクト | 1994年 - 2000年 | 直列4気筒SOHC | 1,665cc | 90馬力（DIN）  | ターボディーゼルM41D17搭載         |

## 4代目 E46（1998年 - 2007年）
1998年にセダン、2000年にツーリングとクーペがデビューした。サスペンションは、フロントは伝統の ストラット式サスペンションでリヤは先代のE36同様にセントラルアーム（マルチリンク式サスペンション）式である。316と318は4気筒モデルであり、320からが6気筒モデルとされた。車高を下げて専用サスペンションと内装、バンパーなどを装備したMスポーツモデルも後ほど設定された。
2000年に6気筒モデルのエンジンが新世代のM54系に刷新された。
2001年春には330iのみ若干の仕様変更が行われ、Mスポーツパッケージのエアロデザインが変更（後期のエアロを先行採用）された他、ステアリングギヤ比が13.7:1にクイック化された。同年夏にはその他のグレードでも新デザインのエアロが選択可能になった。
2002年にマイナーチェンジが行われた。セダンとツーリングのフロントマスクにフェイスリフトが行われ、ヘッドライト、バンパーなども新しいデザインとなり、シャシーもサスセッティングの見直しや330i以外のグレードのステアリングギヤ比の変更（15.4:1→13.7:1）などが行われた。316i（日本には316tiのみの導入）と318iはバルブトロニック機構エンジンに換装された。
2003年にクーペとカブリオレのマイナーチェンジが行われた。フェイスリフトを行い、ヘッドライト、バンパー、フェンダー、テールランプなどが新しくなった。後期の330iは、5速MT、5速SMG、5速ATが選べるというトランスミッションの選択肢が豊富なモデルであった。316と318、330以外はATのみの設定。
2003年モデルからはE36以来の赤外線式キーレスエントリーシステムが電波式に変更され、トランク開錠機能が追加されたほか、キーデザインも変更された。
| 外寸・ホイールベース | 外寸・ホイールベース | 外寸・ホイールベース | 外寸・ホイールベース | 外寸・ホイールベース |
| 外寸                 | 全長                 | 全幅                 | 全高                 | ホイールベース       |
| -------------------- | -------------------- | -------------------- | -------------------- | -------------------- |
| セダン               | 4,470mm              | 1,739mm              | 1,415mm              | 2,725mm              |
| クーペ               | 4,480mm              | 1,740mm              | 1,410mm              | 2,725mm              |
| ツーリング           | 4,490mm              | 1,755mm              | 1,370mm              | 2,725mm              |
| コンパクト           | 4,265mm              | 1,750mm              | 1,410mm              | 2,725mm              |

### E46コンパクト

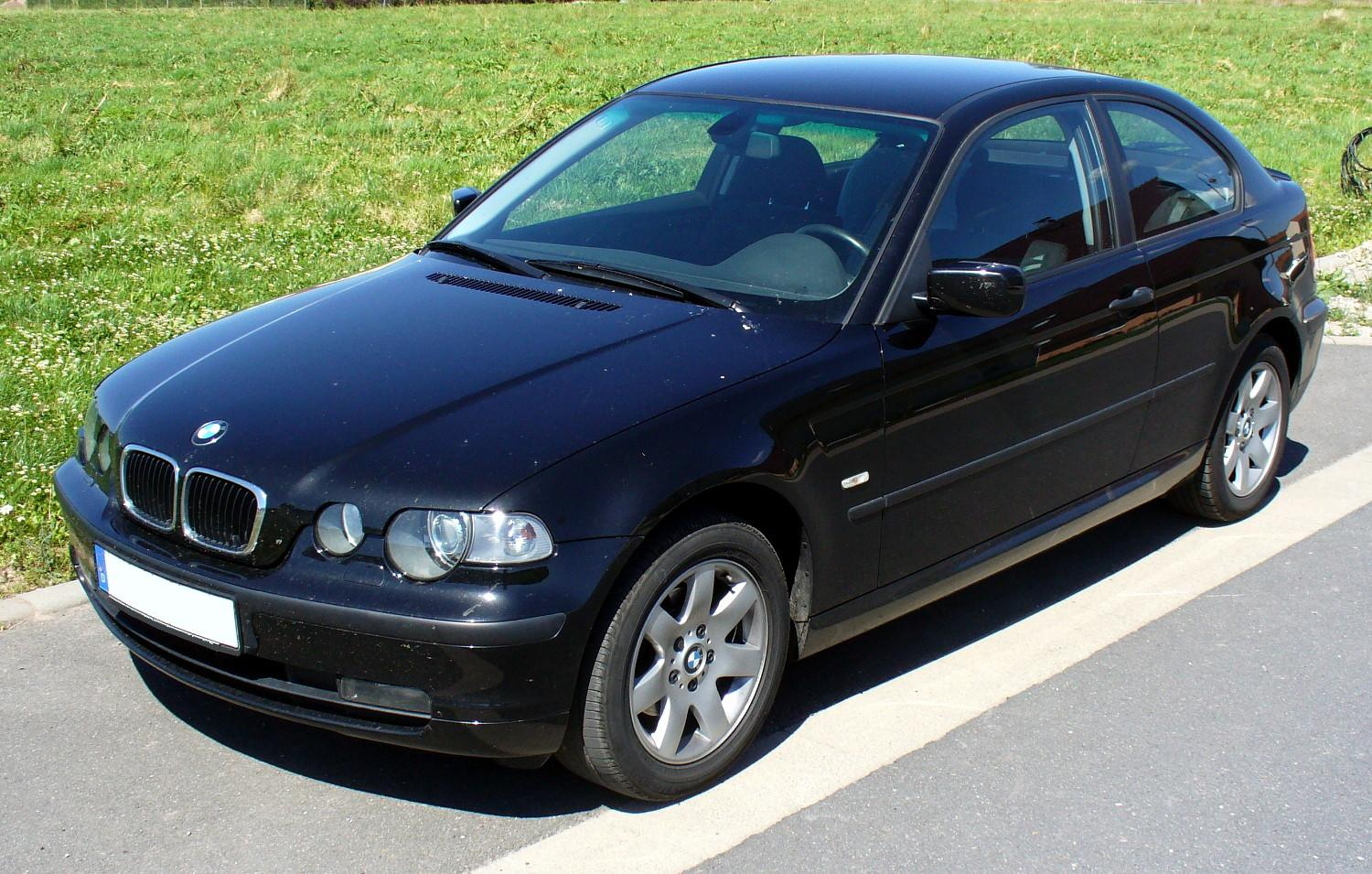
コンパクト 後期型（2003年 - 2004年）

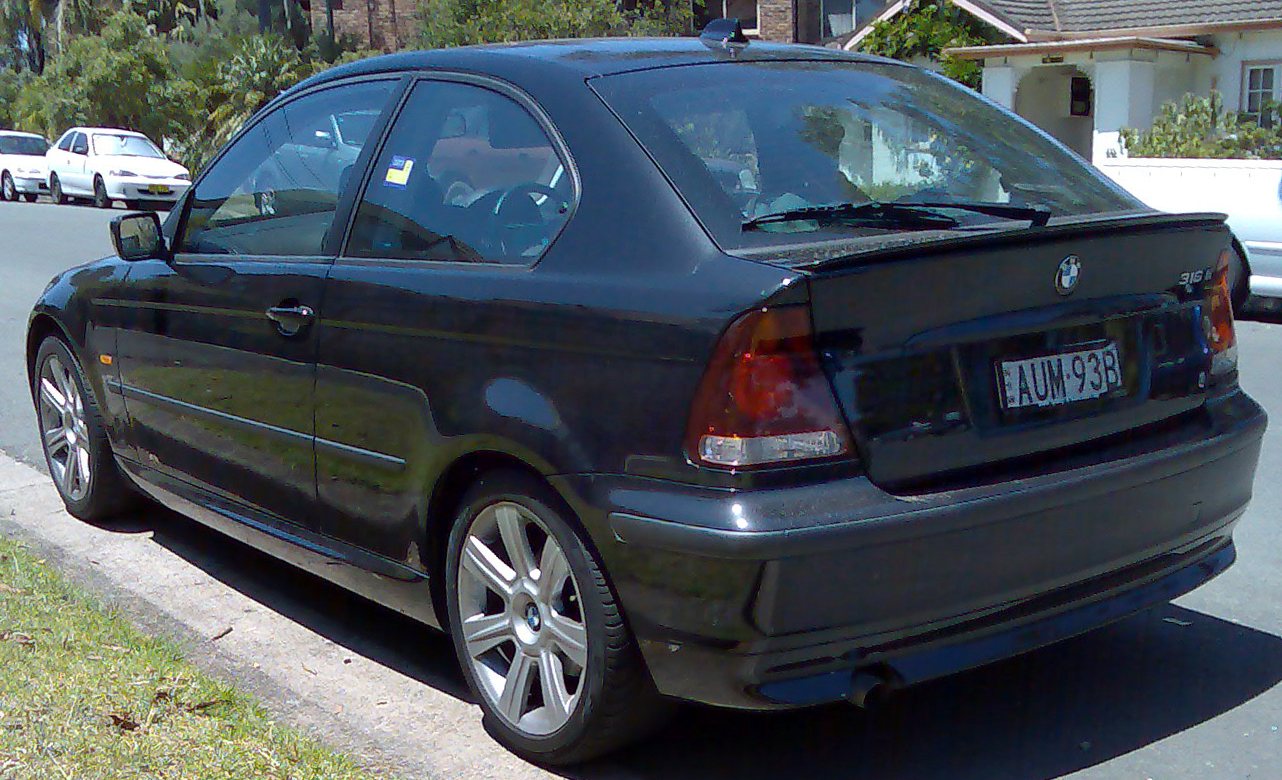
コンパクト 後期型（2003年 - 2004年）

先代同様3シリーズのボディ大型化と車両価格上昇に伴って、よりコンパクトでリーズナブルな価格の車種が必要となって生まれた小型ハッチバックモデル。E46/5はコンパクトのモデルコードである。
E46コンパクトは、E46型とシャシー・サスペンションを共有しており、先代E36コンパクトとは異なり正式にE46型の派生モデルとなった。ボディデザインはコンパクトモデルとして独自の意匠が施され、同じE46型でありながらフロントからリアに至るまでセダンやクーペモデルと異なったデザインをしている。
先代と同様に分類はCセグメント、かつ後輪駆動（FR）車となる。車型は3ドアハッチバックのみ。完全な2ボックス型ではなく、小さなトランクリッドのあるセミノッチバック（ノッチドハッチバック）である。
2001年1月
316ti、318ti、325ti、320tdが登場。
2003年5月
マイナーチェンジ。テールランプのデザイン変更が行われた。318tdを追加。そのほか順次搭載エンジンの変更が行われた。
2004年12月
1シリーズの登場によって、3シリーズ・コンパクトはその役割を終える（E46型では最も早い2004年にモデルラインナップから消滅）。
| グレード         | 製造年          | エンジン      | 排気量  | 最高出力       | 備考                              |
| ---------------- | --------------- | ------------- | ------- | -------------- | --------------------------------- |
| 316ti コンパクト | 2001年 - 2003年 | 直列4気筒DOHC | 1,796cc | 116馬力（DIN） | 316i（E46）に搭載されたN42B18搭載 |
| 316ti コンパクト | 2003年 - 2004年 | 直列4気筒DOHC | 1,796cc | 116馬力（DIN） | 316i（E46）に搭載されたN46B18搭載 |
| 318ti コンパクト | 2001年 - 2003年 | 直列4気筒DOHC | 1,995cc | 143馬力（DIN） | 318i（E46）に搭載されたN42B20搭載 |
| 318ti コンパクト | 2003年 - 2004年 | 直列4気筒DOHC | 1,995cc | 143馬力（DIN） | 318i（E46）に搭載されたN46B20搭載 |
| 325ti コンパクト | 2001年 - 2004年 | 直列6気筒DOHC | 2,494cc | 192馬力（DIN） | 325i（E46）に搭載されたM54B25搭載 |
| 318td コンパクト | 2003年 - 2003年 | 直列4気筒DOHC | 1,951cc | 116馬力（DIN） | ディーゼルM47D20搭載              |
| 318td コンパクト | 2003年 - 2004年 | 直列4気筒DOHC | 1,995cc | 116馬力（DIN） | ターボディーゼルM47TUD20搭載      |
| 320td コンパクト | 2001年 - 2004年 | 直列4気筒DOHC | 1,995cc | 150馬力（DIN） | ターボディーゼルM47TUD20搭載      |

## 5代目  E90（2005年 - 2012年）
ボディサイズがさらに拡大し、後席の居住性が改善された。エクステリアデザインは、BMWのデザイナー・永島譲司。フロントグリルのデザインにより、4気筒車と6気筒車の判別が可能（4気筒の縦バーはブラック・6気筒の縦バーがクロームメッキ）である。日本向けセダンの大半は、南アフリカ・ロスリンで製造される。E90はセダン、E91はツーリング（ワゴン）、E92はクーペ、E93はカブリオレのモデルコードである。E46の320は6気筒であったが、E90の320は4気筒の設定となっている。
ガソリンエンジンは4気筒と6気筒の2種類であり、ディーゼルターボエンジン搭載車も販売される。ランフラットタイヤが採用され、スペアタイヤは搭載されない。6気筒モデルでは、電子制御ステアリングであるアクティブ・ステアリングが設定可能。日本へは、4気筒モデルのみマニュアルミッション搭載車が設定された。
サスペンションは、フロントはダブルリンクのロアアームを持つストラットタイプに移行し、リヤはE36およびE46のセントラルアームから、初代1シリーズやE39およびE60の5シリーズにも採用された、インテグラルアーム式（5リンク）となった。
米国道路安全保険協会（IIHS）によって実施された2006年度調査において、後方からの追突時の安全性が「POOR」（危険）と評価されたが、2009年モデル以降では「GOOD」（安全）との評価を得ている。

## 6代目 F30（2012年 - 2019年）
2011年10月14日、BMWグループより概要が発表され、2012年2月より、一部車種を除き世界同時デリバリー（販売）された。本モデルからこれまで以上に内外装や装備内容（その他、タイヤやホイール・サスペンションなどの車体セッティング）についてバリエーションを増やし、標準仕様（スタンダードタイプ）の他、内外装により個性を高めた「Sport Line」、「Modern Line」、「Luxury Line」の3つのデザインラインが用意された（その後M Sportsモデルも追加）。
型式はセダンがF30、ツーリングがF31、グランツーリスモがF34となる。
最初に4ドアセダンが導入され、エンジンの種類や出力の違いにより、ガソリン車の「318i」、「320i」、「328i」、「335i」とディーゼル車の「316d」、「318d」、「320d」、「320d Efficient Dynamics Edition」が用意された。エンジンは「318i」が1,498cc 直列3気筒ターボエンジン、「320i」と「328i」が1,997cc 直列4気筒ターボエンジン、「335i」が2,979cc 直列6気筒ターボエンジンを搭載する（数値から判るように320iと328iは同じエンジン（N20B20A/B）を搭載。スペックの違いはECUによるコンピュータ制御プログラムによって変えている）。ディーゼルエンジンは「316d」、「318d」、「320d」、「320d Efficient Dynamics Edition」の全てが1,995cc 直列4気筒ターボディーゼルエンジンを搭載する。
搭載エンジンについて、F30から本格的に排気ガスやCO2排出量に代表される環境問題などに鑑み、これまでのような多気筒エンジン・排気量重視の姿勢から一転、エンジンを小型化し低排気量で低燃費、かつ高出力化を目指すようになった。これは現在欧州で主流となっているダウンサイジングコンセプトにならったものであり、エンジンを小型化し排気量を下げるがターボチャージャーと直噴エンジンを組み合わせることで従来モデル並みの高出力・高スペックを維持する。さらに搭載エンジンの共有化を推し進めることで、低コスト（製造設備投資・原材料資源消費を抑制）かつ低燃費（資源消費を抑制）、環境面に配慮したエコロジーなモデリングがなされている。
日本法人のビー・エム・ダブリュー株式会社は、2012年1月30日に3シリーズの日本仕様車を発表。初期ラインナップは「328i」（バリエーションは「328i」、「328i Sport」、「328i Modern」、「328i Luxury」の4つ）のみで、「320i」、「320d」は遅れて登場した。日本仕様車は立体駐車場を利用できるように先代（後期型）同様ドアハンドルを専用設計とし、全幅を1,800mm（ドイツ本国仕様は全幅1,811mm）におさめている。また18インチホイール装着車は、日本の保安基準によりボディと同色のフェンダー・アーチ・プロテクションを装着する。全車種が75%エコカー減税対象とエコカー補助金対象となる。
同年4月、「320i」を追加。これまでの8速オートマチック仕様に加えて6速マニュアル仕様が導入された。8月にxDriveモデル（四輪駆動）、9月に「ActiveHybrid 3」（ハイブリッドモデル。初公開は2012年1月デトロイトショー）、「320d BluePerformance」（ディーゼルモデル）、ステーションワゴン（Touring）を追加。
2013年3月5日にジュネーブショーで、同月29日にはソウルモーターショーで3シリーズグランツーリスモを発表した。
2015年5月、フェイスリフト（LCI：ライフ・サイクル・インパルス）が実施された。

## 7代目 G20（2019年 - ）
2018年10月、パリ・モーターショーにて初の公式発表が行われた。翌年3月9日、世界同時発売。初代モデル以来、一貫してBMWミュンヘン工場で製造される。
G20はセダン、G21はツーリング（ワゴン）のモデルコードである。
ボディサイズは、先代モデルよりも全長が+85mm、全幅が+16mm、全高がわずかに1mm増加した。41mm拡大されたホイールベースと、フロントが43mm、リヤが21mm拡大されたトレッドが、卓越した俊敏な走りを生み出している。
エクステリアには、新たなデザイン手法が用いられた。幅の広いバーで2つに分割された大きなキドニー・グリルは、ひとつのフレーム内にまとめられ、ヘッドライト・ユニットに隣接するように配される。BMWブランドの特徴である片側2灯式ヘッドライトには、フルLEDヘッドライトが採用されたほか、六角デザインのデイ・ランニング・ライト・リングと、内部の2つの光源にブルーのL字型エレメントを備えたBMWレーザー・ライトを設定した。
ホフマイスター・キンクと称されるサイドウインドウ後端部のデザインにも、極めて印象的なデザインが施された。特徴的な端部のデザインが初めてCピラーに食い込むように統合されたため、リヤ・ドアのガラス端部がむき出しになっている。
インテリアには、新デザインとなったメーター・パネルとコントロール・ディスプレイが装備された。照明用スイッチは従来のダイヤル式からスイッチ式に改められたほか、新デザインのシフトレバーを採用。さらに、歴代初となる電動式パーキングブレーキが搭載される。
高性能3眼カメラ&レーダー、および高性能プロセッサーによる高い解析能力を有す最先端運転支援システム、および最新世代の安全機能を新たに装備した。高速道路での渋滞時においては、ドライバーの運転負荷を軽減し安全に寄与する運転支援システム「ハンズ・オフ機能付き渋滞運転支援機能」により、一定の条件下において、ステアリングから手を離しての走行が可能となった。
2022年、フェイスリフト（LCI：ライフ・サイクル・インパルス）が実施された。よりモダンなデザインへ進化し、新たなインフォテイメントシステムを採用した一方で、長らく設定されてきたMT仕様が廃止された。

## 車名の由来
車名の後のアルファベットは、iはガソリンフューエルインジェクション、isはガソリン高性能フューエルインジェクション、Aはオートマチックトランスミッション、xは四輪駆動、Cはクーペ、dはディーゼルをあらわす。